# Balszawik (obwód miński)
Balszawik (biał. Бальшавік, ros. Большевик) – agromiasteczko na Białorusi, w obwodzie mińskim, w rejonie mińskim, w sielsowiecie Papiernia, którego władz jest siedzibą.